# National Black Feminist Organization
La National Black Feminist Organization (NBFO) (en español: Organización Feminista Negra Nacional) fue fundada en 1973. El grupo trabajó para abordar los problemas específicos de las mujeres negras en Estados Unidos. En el grupo fundador estaban Florynce Rae Kennedy, Michele Wallace, Faith Ringgold, Doris Wright y Margaret Sloan-Hunter.  Utilizaron la oficina de la sección de la ciudad de Nueva York de la Organización Nacional para Mujeres. Según Wallace, coautora de la antología All the Women Are White, All the Blacks Are Men, But Some Of Us Are Brave: Black Women's Studies, Wright " convocó (la primera) reunión para hablar de las mujeres negras y su relación con el Movimiento Feminista."

## Historia
Una de las dos primeras organizaciones formadas en el movimiento feminista negro, la Organización Nacional de Feministas Negras reflejó claramente los objetivos propuestos en la Declaración de la Colectiva del Río Combahee, que fue desarrollada casi al mismo tiempo por algunas de las mismas mujeres. La Declaración de Propósito de 1973 de la NBFO señaló que la organización se formó, "para abordar las necesidades particulares y específicas de la mitad más grande, pero casi desechada, de la raza negra en Estados Unidos, la mujer negra".
Miembros de la NBFO como Florynce Kennedy y otros provenían del movimiento de los derechos civiles de Black Power y el movimiento feminista.[cita requerida]  Muchos de los miembros no se sintieron completamente aceptadas en ninguno de los campos. Sentían que las mujeres blancas que dominaban el movimiento feminista habían internalizado las creencias racistas y supremacistas blancas y que muchas eran culpables de una discriminación racial manifiesta. A las mujeres activas en el movimiento de derechos civiles no les fue mejor; su liderazgo fue frecuentemente ignorado, minimizado o desafiado. También se esperaba que se subordinaran a los hombres en el movimiento y con frecuencia eran relegadas a tareas de baja categoría. Las lesbianas tuvieron que lidiar con la homofobia o lesbofobia prevaleciente en ambos movimientos. Brenda Eichelberger, una de las miembros fundadoras del capítulo de Chicago, dijo esto en una entrevista sin fecha: "... No sabía que ninguna otra mujer negra sintiera lo mismo que yo sobre el feminismo. Sabía que las mujeres blancas eran mis amigas, pero no tenían la opresión adicional de la raza. Muchos grupos de negros eran machistas. No podía identificarme por completo con ningún grupo. De todos modos, todo lo que necesito saber es que una mujer en cualquier lugar se sintió como yo ... "
La NBFO enfocó sus energías en la interconexión de muchos prejuicios que enfrentaban las mujeres afroamericanas: racismo, sexismo, clasismo, homofobia y lesbofobia. Las mujeres eligieron a Margaret Sloan-Hunter, una de las primeras editoras de Ms. Magazine y asociada de Gloria Steinem, como su presidenta. Luego establecieron capítulos en varias ciudades de EE. UU., Incluidas Chicago y Nueva York.[cita requerida]

## Acontecimientos importantes

### 30 de noviembre - 2 de diciembre
400 mujeres participaron en la primera conferencia regional de NBFO en NYC en la catedral de St. John. Esta fecha es importante porque fue en esta conferencia donde se establecieron diez capítulos. Los diez capítulos se extendieron a otras áreas de los Estados Unidos, lo que convirtió a la NBFO en una organización de mayor impacto. 

### 1974 - Capítulo de Boston Combahee River Collective
El capítulo de Boston de la NBFO se separa de la organización principal para formar el Combahee River Collective para trabajar en un grupo más pequeño para abordar temas con mayor éxito, como la sexualidad y el desarrollo económico. 

## Movimientos  predecesores
El grupo, ahora desaparecido, dejó de operar a nivel nacional en 1975 y el último capítulo local terminó en 1980. En su historia feminista, Atreverse a ser mala: el feminismo radical en Estados Unidos, 1967-1975, la crítica cultural Alice Echols cita el ensayo de E. Frances White Escuchando las voces del feminismo negro, "Algunos atribuyen la desaparición de la Organización Nacional de Feministas Negras a su incapacidad para alcanzar un consenso viable en torno a lo que constituye una política feminista negra ". Después de que la NBFO se disolvió en 1975, Brenda Eichelberger continuó su activismo con el capítulo de Chicago de la NBFO al iniciar la Alianza Nacional de Feministas Negras en 1976. La nueva organización trabajó para promover el objetivo de lograr la plena igualdad para las mujeres negras al tiempo que aceptaba la diversidad en su membresía. Se expandió rápidamente con una sólida base de miembros y funcionó hasta 1997